# Anthribidus
Anthribidus es un género de coleópteros de la familia Anthribidae.

## Especies
Contiene las siguientes especies:
- Anthribidus caffer Fåhraeus, 1871
- Anthribidus natalensis Fåhraeus, 1871
- Anthribidus quadricommatus Rheinheimer, 2004
- Anthribidus sellatus Roel, 1879
- Anthribidus valecornis Wolfrum, 1958